# Maria-Anna Bäuml-Roßnagl

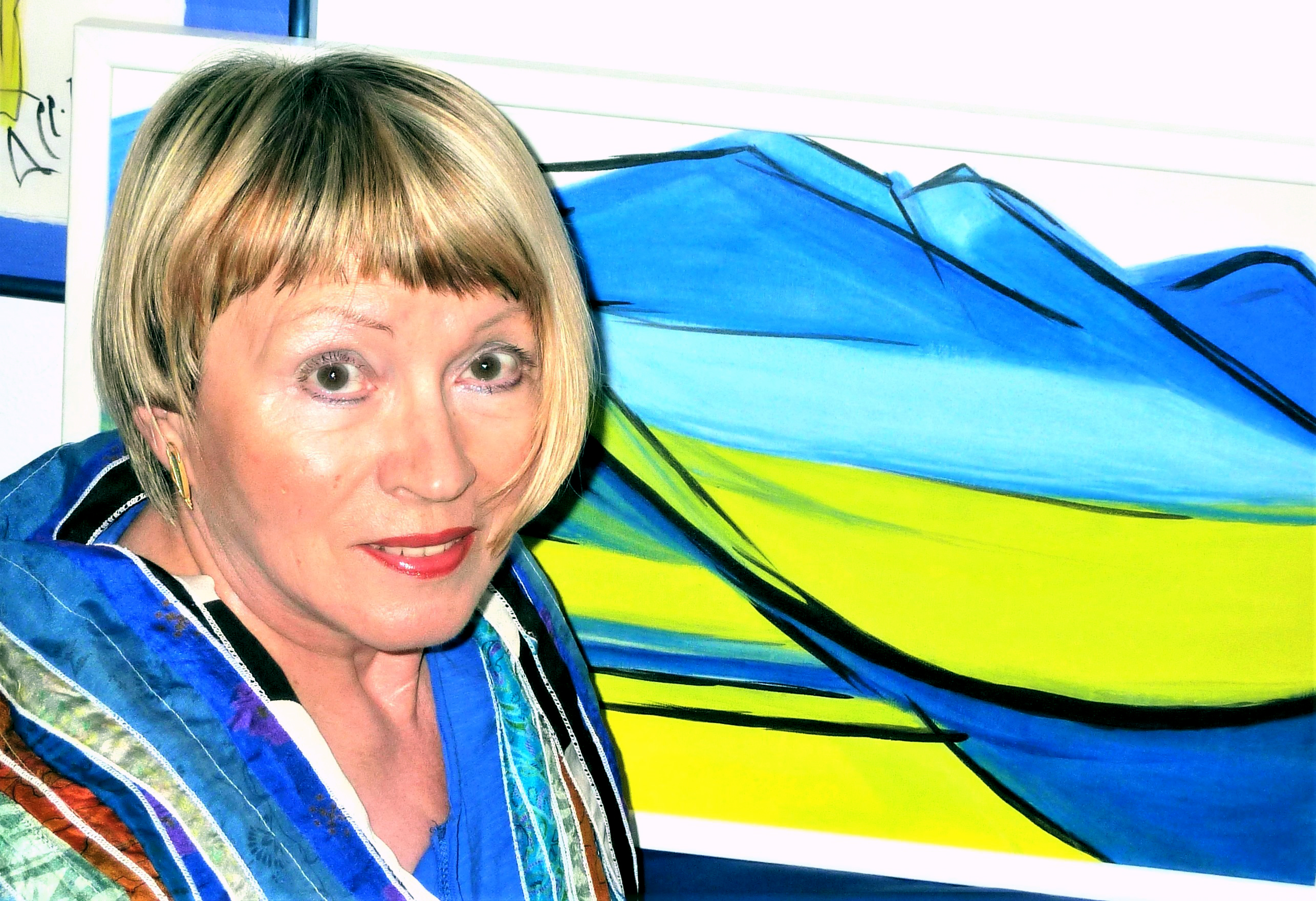
Maria-Anna Bäuml-Roßnagl

Maria-Anna Bäuml-Roßnagl (* 1945 in Gleißenthal) ist eine deutsche Bildungsdidaktikerin und emeritierte Hochschullehrerin.

## Leben und Wirken
Bäuml-Roßnagl absolvierte von 1965 bis 1968 ein Lehramtsstudium an der Pädagogischen Hochschule Regensburg und arbeitete zunächst fünf Jahre als Grundschullehrerin an verschiedenen Schulen. Parallel absolvierte sie Aufbaustudiengänge in Germanistik, Philosophie, Theologie, Erziehungswissenschaften und Kunst und wurde 1977 in Erziehungswissenschaften promoviert. Sie war als wissenschaftliche Leitung einer Erwachsenenbildungsstätte tätig und hatte von 1973 bis 1978 einen Lehrauftrag an der Universität Regensburg inne. Parallel dazu wirkte sie beim Aufbau des didaktischen Bereichs der Akademie für Krankenpflege mit.
1983 folgte sie dem Ruf auf eine Professur an der Ludwig-Maximilians-Universität München (LMU), wo sie am Lehrstuhl für Grundschulpädagogik und Grundschuldidaktik der Fakultät für Psychologie und Pädagogik (Departement Pädagogik und Rehabilitation) bis zu ihrer Emeritierung im Jahr 2010 lehrte. Sie war langjähriges Mitglied in der universitären Selbstverwaltung im Fachbereichsrat der Fakultät für Psychologie und Pädagogik, der Kommission für Lehrerbildung, der Gemeinsamen Kommission für Fragen der Didaktik und im Promotionsausschuss zum Dr. phil. an der LMU. Zudem ist sie außerordentliches Mitglied im Münchner Kompetenzzentrum Ethik.
Bäuml-Roßnagl engagiert sich in der Fachdiskussion auf Kongressen, nimmt Lehrtätigkeiten im Akademischen Austauschdienst wahr und gestaltet zahlreiche Fortbildungssymposien im Forschungsdiskurs zwischen Theorie und Praxis.
Sie veröffentlichte zudem Beiträge und Zeitschriftenaufsätze sowie Handreichungen zur anthropologischen Bildungskonzeption, zur integrativen Didaktik unterschiedlicher Schulfächer und wissenschaftstheoretisch geforderten Interdisziplinarität von Lehre und Forschung sowie zur lebensweltbezogenen Sinn(es)kultur und sinn-ästhetischen Bildungskultur. Sie ist zudem Herausgeberin der Reihe Schriften zur interdisziplinären Bildungsdikaktik.

### Künstlerisches Wirken
Bäuml-Roßnagl realisiert als Künstlerin Kulturprojekte und Installationen in kirchlichen Räumen. Neben der Ausstellung eigener Werke wirkte sie zum Beispiel 2016 als Koordinatorin der Gedenkausstellung zum 100. Todestag von Franz Marc im Kloster Benediktbeuern.

## Veröffentlichungen (Auswahl)

### Wissenschaftliche Publikationen
- Zum Problem der Intersubjektivität bei Karl Marx. 1968. Zulassungsarbeit für die 1. Prüfung für das Lehramt an Volksschulen, Pädagogische Hochschule Regensburg.[15]
- Arbeitshilfen für den Deutschunterricht im 3. und 4. Schuljahr. Prögel, Ansbach 1976, ISBN 3-7914-0254-4.
- Sachunterricht in der Grundschule. Naturwissenschaftlich-technischer Lernbereich. Kompendium Didaktik, Ehrenwirth, München 1979, ISBN 3-431-02195-6.
- mit Ingrid Bäuml: Didaktik des Krankenpflegeunterrichts. Theoretische Grundlagen und praktische Beispiele. Urban & Schwarzenberg, München 1979, ISBN 3-541-09601-2.
- Das Experiment im Sachunterricht der Grundschule. Umweltorientiertes, wissenschaftsorientiertes, schülerorientiertes Lernen durch Experimentieren. Prögel, Ansbach 1979, ISBN 3-7914-0321-4.
- als Hrsg.: Sachunterricht. Bildungsprinzipien in Geschichte und Gegenwart. Klinkhardt, Bad Heilbrunn 1983, ISBN 978-3-7815-0811-8.
- Leben mit Sinnen und Sinn in der heutigen Lebenswelt. Wege in eine zeitgerechte soziologische Pädagogik. Roderer, Regensburg 1990, ISBN 978-3-89073-333-3.
- Bildungsparameter aus soziologischer Perspektive. BoD, Norderstedt 2005, ISBN 978-3-8334-3314-6.
- Bildungsethik als Bildungskunst. Schriften zur Interdisziplinären Bildungsdidaktik. Utz-Verlag, München 2010, ISBN 978-3-8316-0997-0.
- Bildungsethik als Bildungskunst. Utz-Verlag, München 2010, ISBN 978-3-8316-0997-0.
- Der vielfarbige Jesus im Christus-Licht. Stimmen aus unserer Zeit. BoD, Norderstedt 2024, ISBN 978-3-7597-8774-3.

### Kunst
- Psalmen-Poesie. Gebete Bilder Spirituelle Botschaften in Tierbildern. BoD, Norderstedt 2016, ISBN 9783738647303.

- Inspirationen zu Franz Marc. „Skizzen aus dem Felde“. BoD, Norderstedt 2017, ISBN 9783743190740.

- Seelen-Kunst. Ein Lebenskunst-Enneagramm. BoD, Norderstedt 2017, ISBN 9783744820158.

## Ausstellungen (Auswahl)
- 1994: Lichteinfall in der Sport Scheck Alm München
- 2000: Tierbotschaften der Psalmen im Rahmen der Reihe Kunst im Krankenhaus. Krankenhaus Barmherzige Brüder Regensburg
- 2007: Biblische Bilder und Psalmverse, Kreuzgang des Klosters Benediktbeuern
- 2012: Liturgische Kunstinstallation „Pascha Domini“, in Kooperation mit Engelbert Birkle, Kirche St. Thomas Morus in Neusäss
- 2013: Spuren seligen Lebens in Kooperation mit Engelbert Birkle, Kirche St. Thomas Morus in Neusäss[16]
- 2014: Naturanimationen aus dem Voralpenland, Berg am Starnberger See
- 2016: Kunst im kirchlichen Raum – Geschichte und Verkündigung – Ausstellung Im Kreuz ist Heil, Kreuzhofkapelle Regensburg[17]
- 2016: Kunstinstallation zu Die sieben Todsünden und die sieben Gaben des Heiligen Geistes im Diözesanmuseum Augsburg
- 2018: Mensch fragil  gehalten im Blau, Kapelle der Universität Regensburg